# Скагенские художники

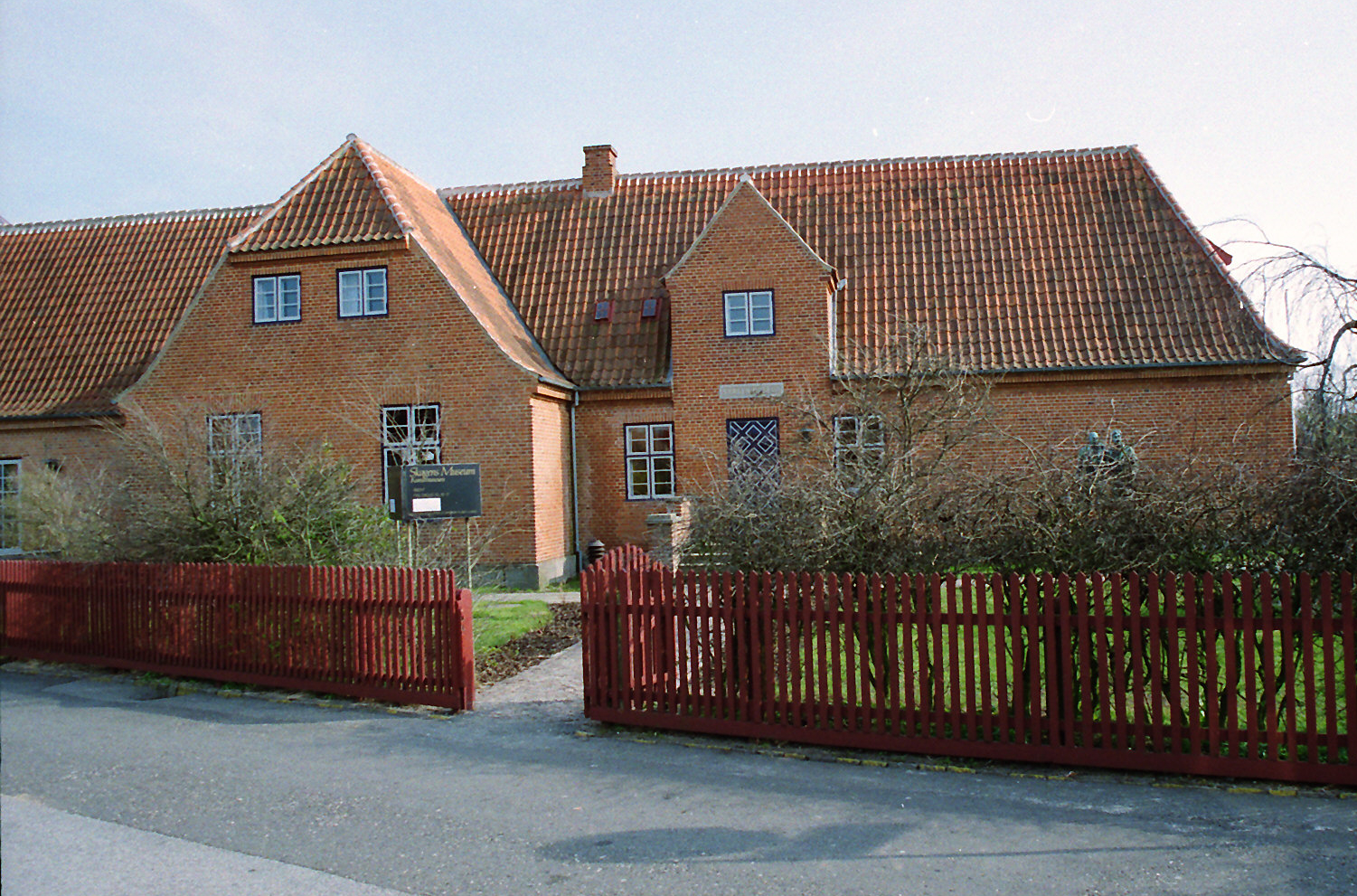
Скагенский музей

Скагенские художники (дат. Skagensmalerne) — название датской группы художников, живших и работавших в рыбацкой деревушке Скаген на севере Ютландии в 80-х и 90-х годах XIX и в начале XX столетия.
Своими произведениями художники Скагенской школы, подражавшие творческому образу французской барбизонской школы, оказали большое влияние на развитие датского художественного искусства. В основном представители Скагена писали в реалистической и натуралистической манере, во многих их произведениях также чувствуется сильное влияние французского импрессионизма. Живописцы, работавшие в Скагене, отвергали академизм датской и шведской Академий искусств и искали свои, более приближённые к окружающей действительности темы и техники творчества.
Наиболее известными представителями художественной колонии в Скагене, ставшей со временем в летние месяцы местом сбора многих талантливых мастеров Скандинавии, были поэт и художник-маринист Хольгер Драхман, а также П. С. Кройер, Мария Кройер, Кристиан Крог, супруги Микаэль и Анна Анкер, Лауриц Туксен, Карл Лохер, Торвальд Нисс, Оскар Бьёрк, Вигго Юхансен, супруги Г. Ф. Клемент и Тупси Клемент и Карл Мадсен (оба последних были близкими родственниками Анны Анкер).
В 1908 году художники открывают в отеле Скагена, принадлежавшем отцу Анны Анкер и бывшем ранее местом встреч живописцев и их «клубом», художественный музей (Skagens Museum), в котором выставлены многочисленные полотна членов группы Скагенские художники. В 1928 году это собрание было переведено в новое помещение; в 1945 здесь же восстановили в первоначальном виде и комнату-столовую художников, бывшую их «клубом».

## Галерея

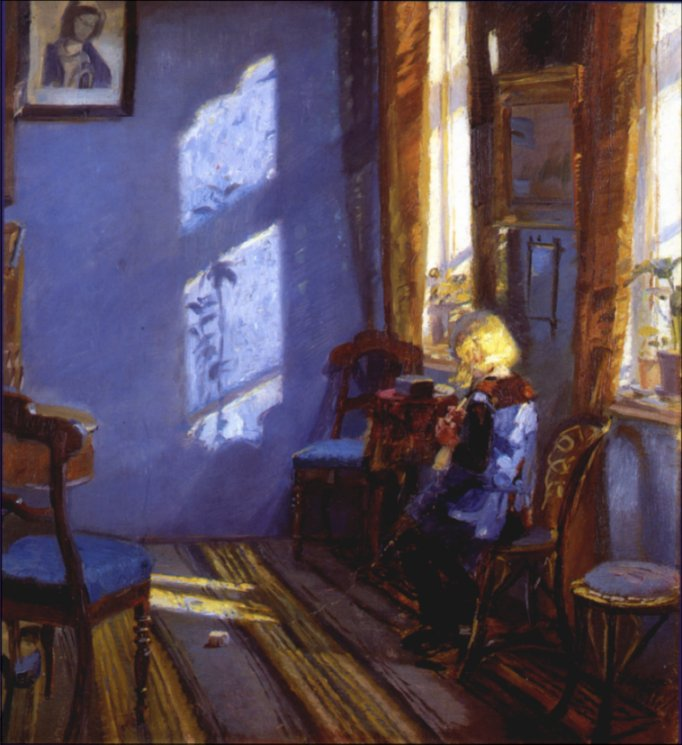
Анна Анкер Солнечный свет в синей комнате
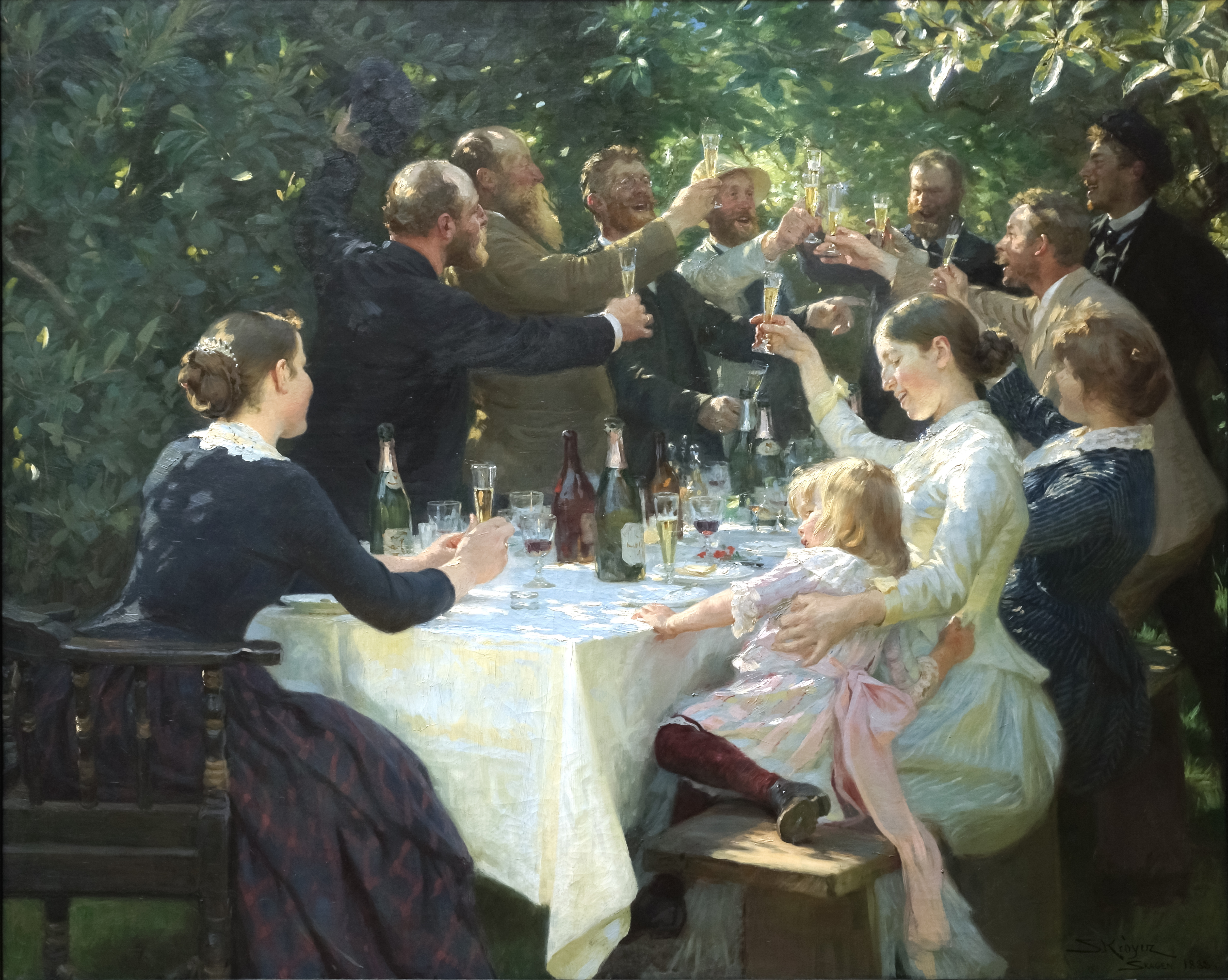
П.С.Кройер Гип-гип-ура! (1888)
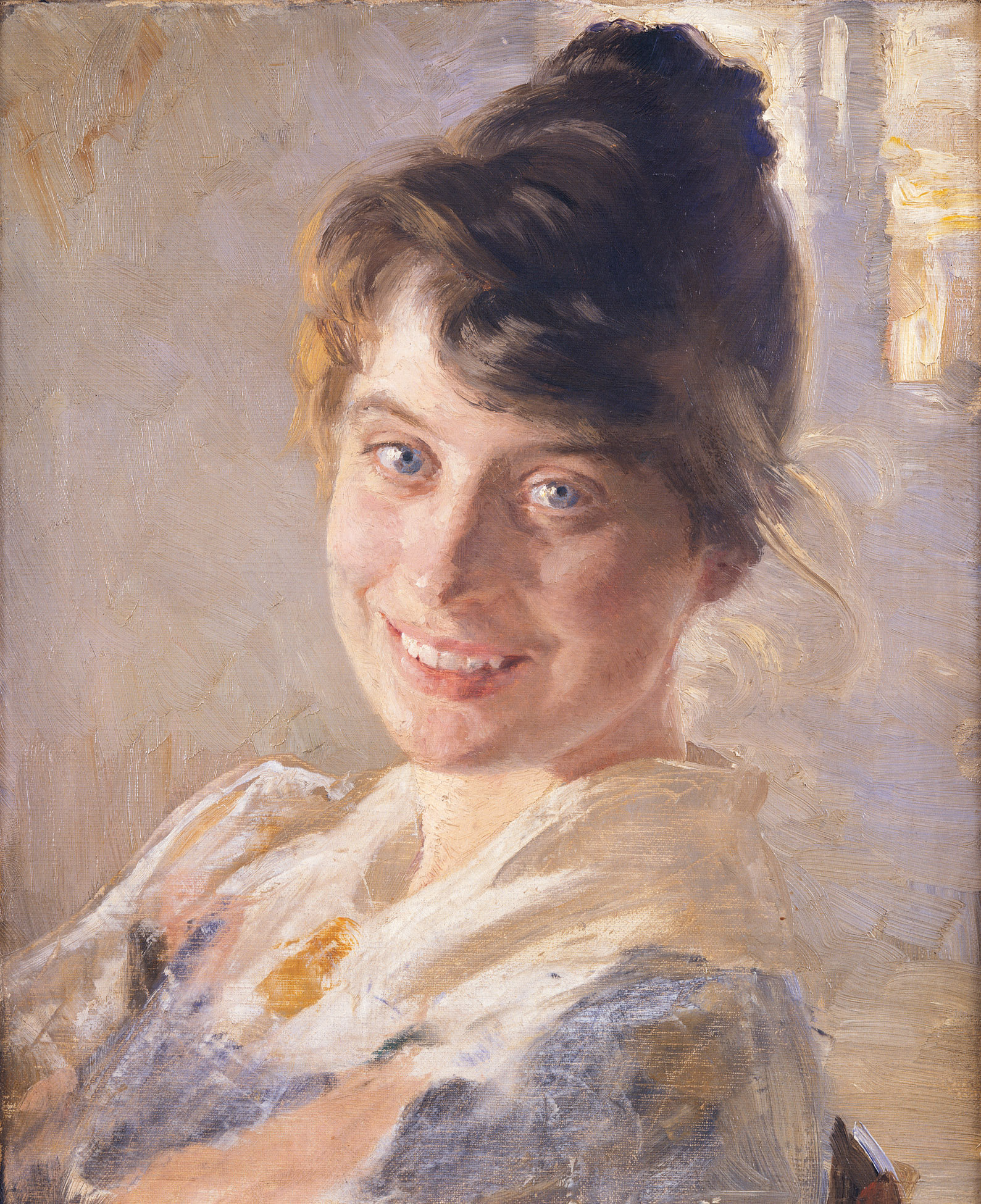
П.С.Кройер Портрет жены, Марии Кройер
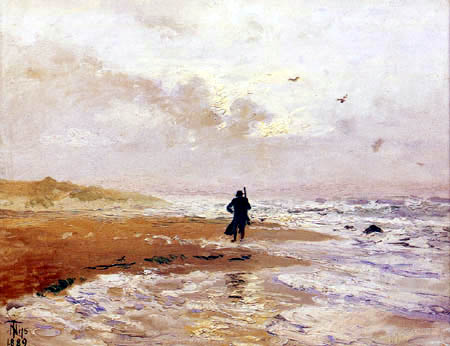
Торвальд Нисс Скагенский пляж
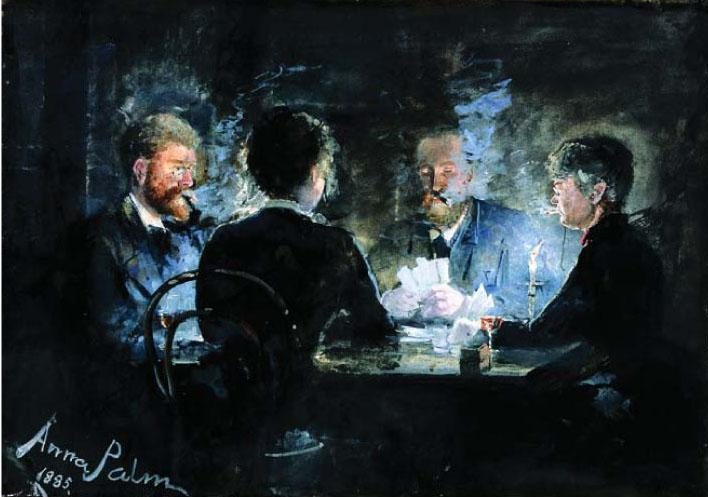
Анна Пальм-де-Роза Мужская игра
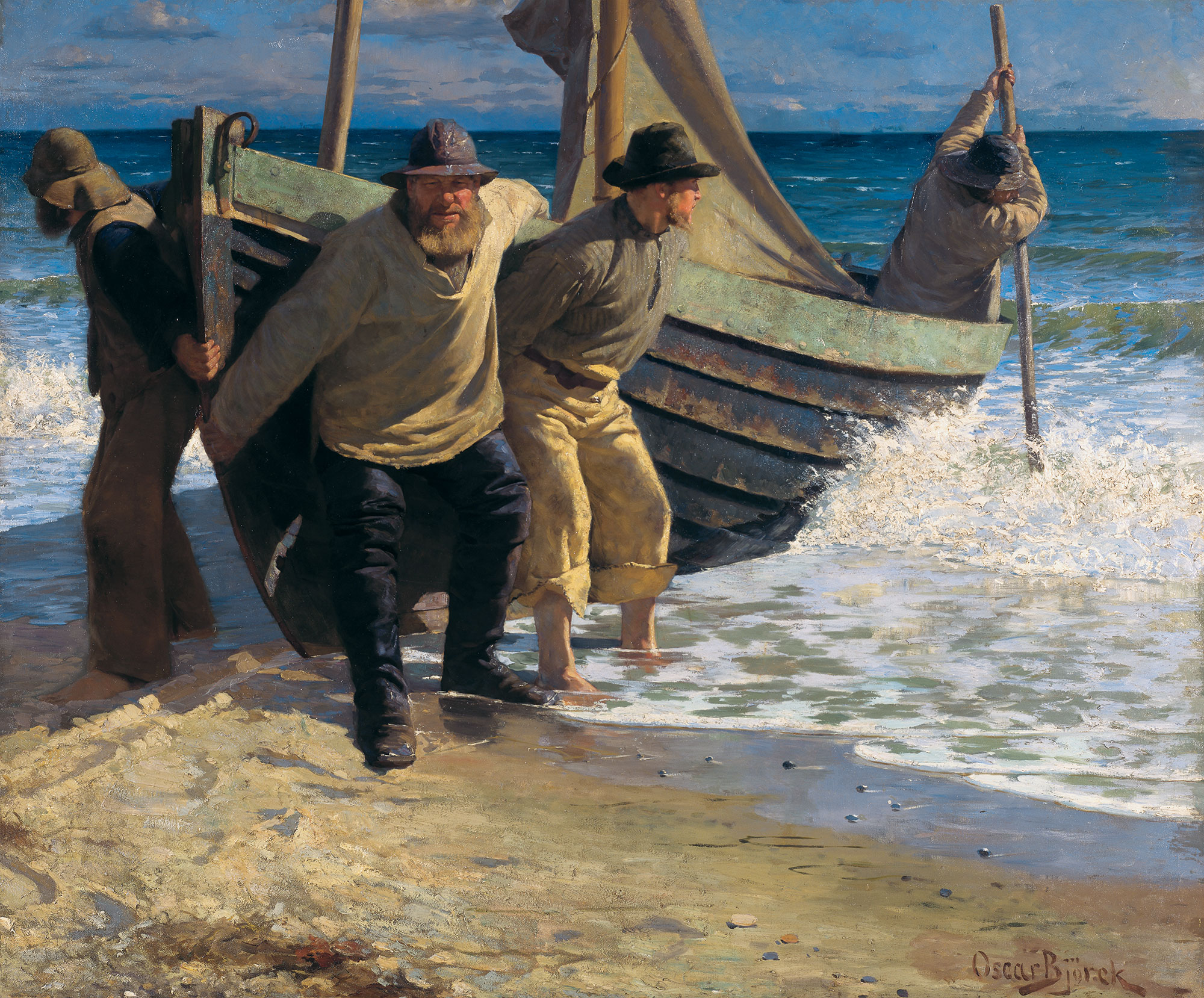
Оскар Бьёрк Спуск лодки на воду (1884)
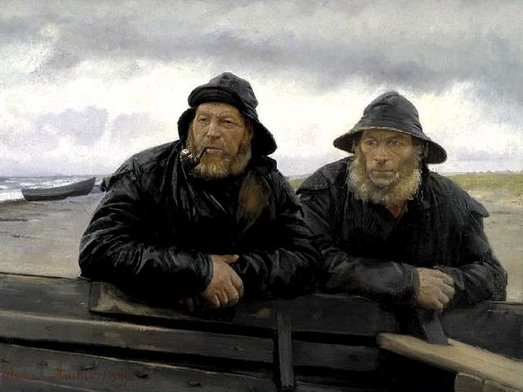
Микаэль Анкер Два рыбака (1889)
П.С.Кройер Летний вечер на скагенском пляже (1899)
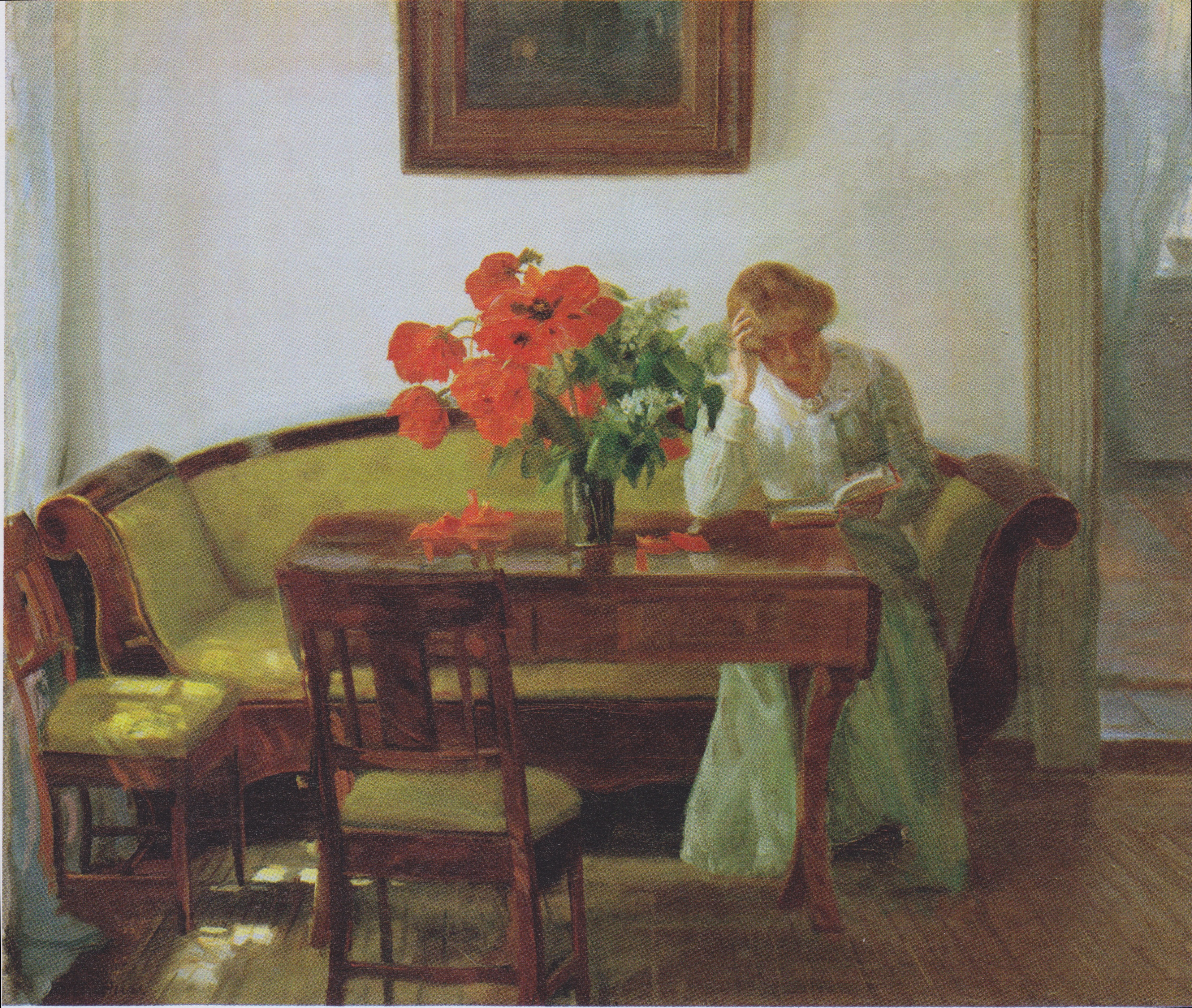
Анна Анкер Интерьер с маками и читающей женщиной (1905)
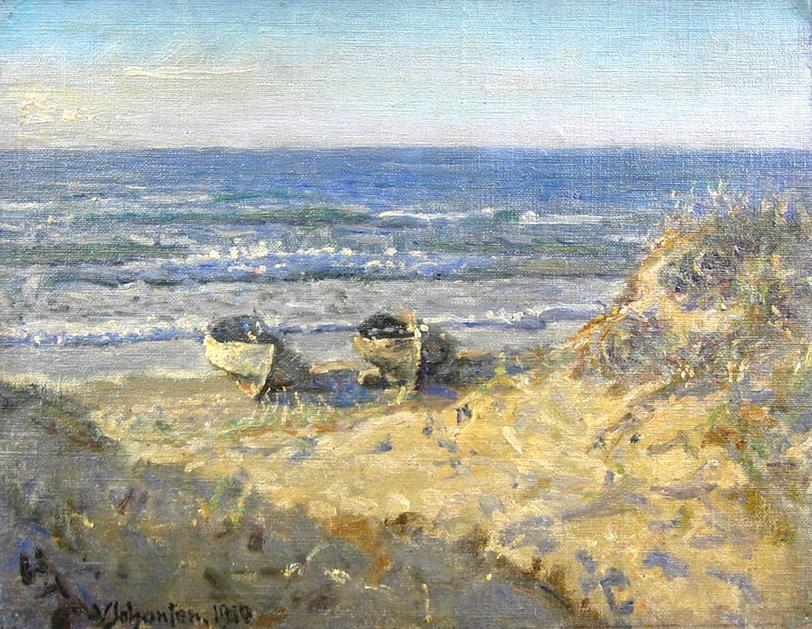
Вигги Юхансен Лодки на песчаном берегу Скагена (1910)
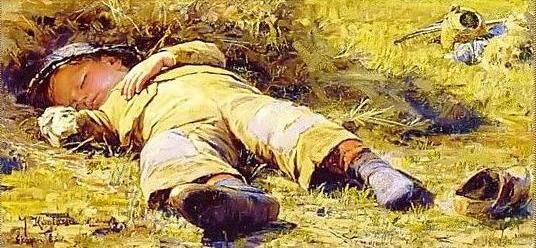
Юхан Кроутен Спящий скагенский мальчик (1883)
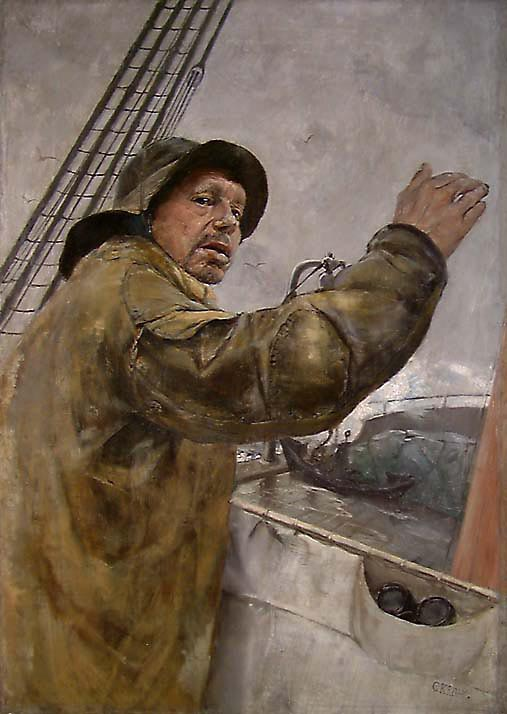
Кристиан Крог В порт! (1879)
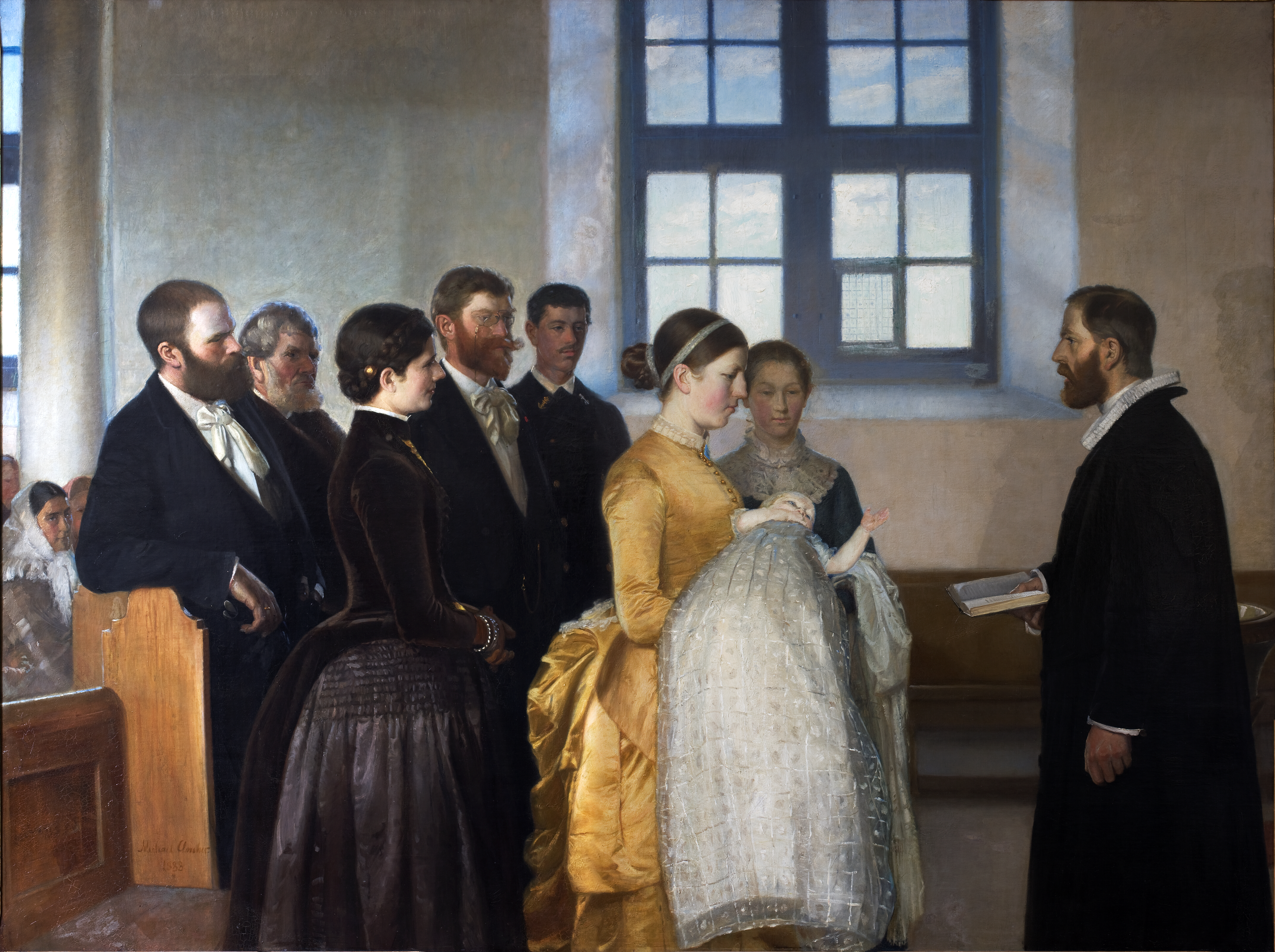
Микаэль Анкер Крестины (1883-1888)
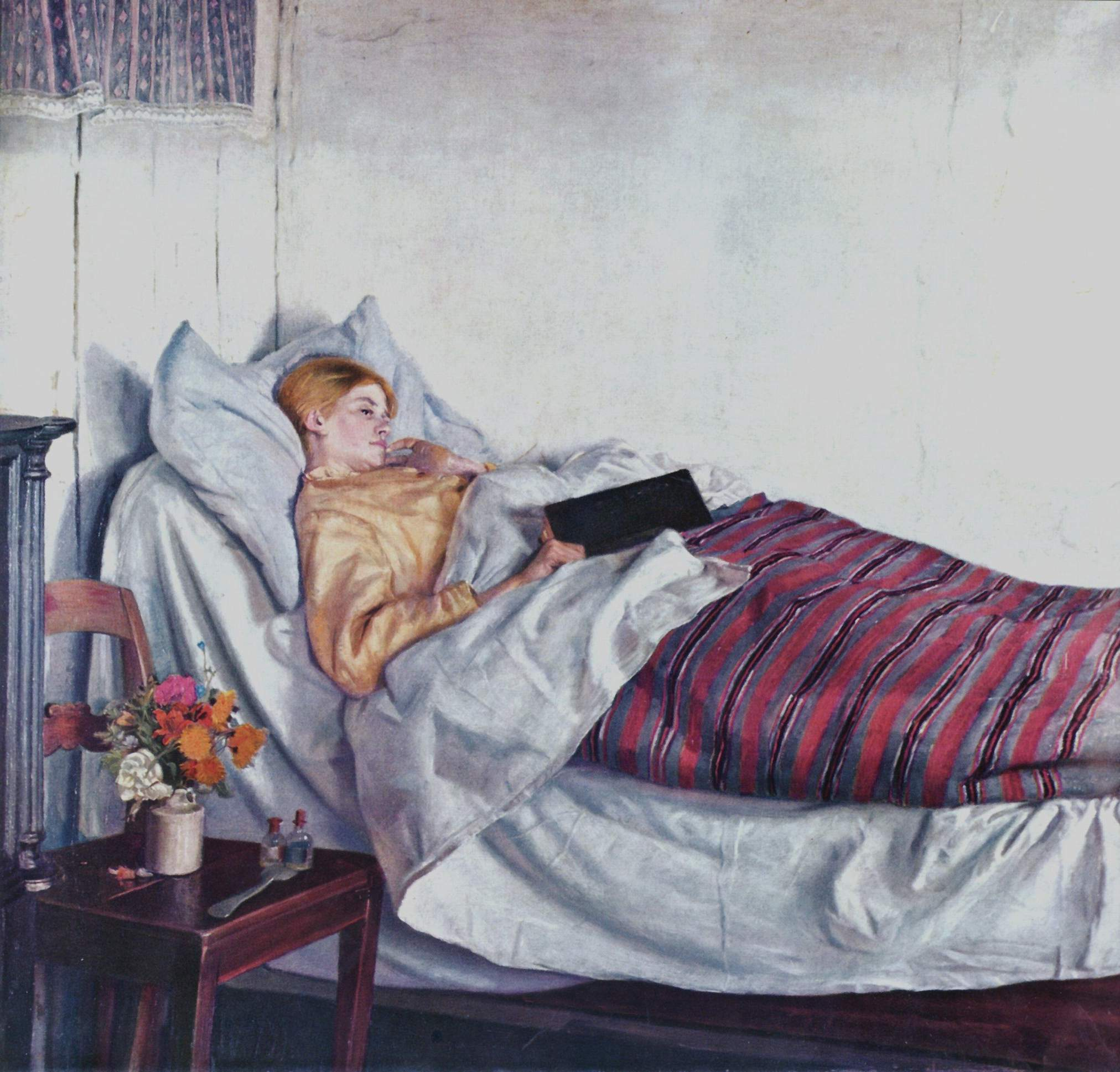
Микаэль Анкер Больная девушка (1882)
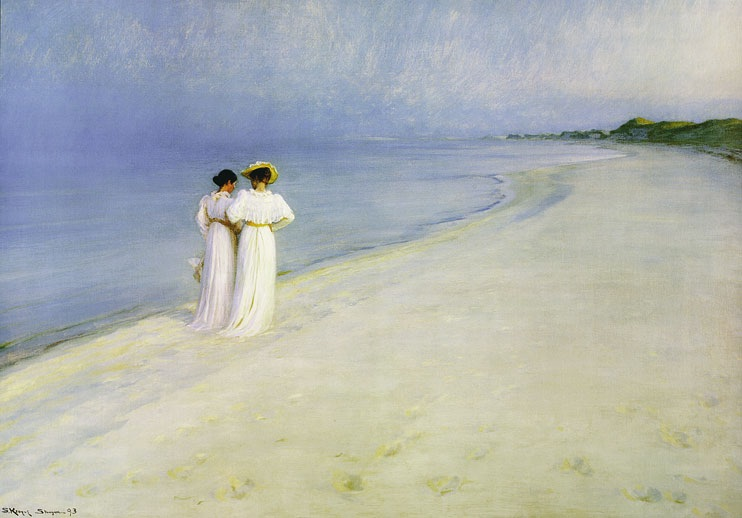
П.С.Кройер Летний вечер на южном пляже Скагена (1883)